# Hister paganus
Hister paganus är en skalbaggsart som beskrevs av Schmidt 1889. Hister paganus ingår i släktet Hister och familjen stumpbaggar. Inga underarter finns listade i Catalogue of Life.